# NGC 6141
NGC 6141 is een spiraalvormig sterrenstelsel in het sterrenbeeld Hercules. Het hemelobject werd op 27 mei 1886 ontdekt door de Franse astronoom Guillaume Bigourdan.